# Frankenburg am Hausruck
- Arbing (40)
- Au (125)
- Außerhörgersteig (44)
- Badstuben (91)
- Brunnhölzl (21)
- Diemröth (39)
- Dorf (75)
- Egg (68)
- Engern (27)
- Erdpries (4)
- Erlatwaid (43)
- Exlwöhr (28)
- Finkenröth (12)
- Fischeredt (34)
- Fischigen (16)
- Frankenburg am Hausruck (2 239)
- Friedhalbing (29)
- Geldigen (15)
- Grünbergsiedlung (77)
- Göblberg (3)
- Halt (39)
- Haslach (37)
- Haslau (51)
- Hintersteining (34)
- Hoblschlag (51)
- Hofberg (37)
- Innerhörgersteig (65)
- Innerleiten (154)
- Kinast (27)
- Klanigen (137)
- Leitrachstätten (20)
- Lessigen (47)
- Loixigen (97)
- Marigen (16)
- Mauern (34)
- Mayrhof (22)
- Mitterriegl (95)
- Märzigen (21)
- Mühlstaudet (25)
- Niederriegl (48)
- Oberedt (Node-count limit exceeded)
- Oberfeitzing (Node-count limit exceeded)
- Oberhaselbach (Node-count limit exceeded)
- Ottigen (Node-count limit exceeded)
- Ottokönigen (Node-count limit exceeded)
- Pehigen (Node-count limit exceeded)
- Perschling (Node-count limit exceeded)
- Point (Node-count limit exceeded)
- Pramegg (Node-count limit exceeded)
- Raitenberg (Node-count limit exceeded)
- Redltal (Node-count limit exceeded)
- Renigen (Node-count limit exceeded)
- Schnöllhof (Node-count limit exceeded)
- Seibrigen (Node-count limit exceeded)
- Stöckert (Node-count limit exceeded)
- Tiefenbach (Node-count limit exceeded)
- Unterau (Node-count limit exceeded)
- Unteredt (Node-count limit exceeded)
- Unterfeitzing (Node-count limit exceeded)
- Unterhaselbach (Node-count limit exceeded)
- Vordersteining (Node-count limit exceeded)
- Wiederhals (Node-count limit exceeded)
- Zachleiten (Node-count limit exceeded)

Node-count limit exceeded